# Élections générales maltaises de 1947
Les élections générales maltaises de 1947 (en anglais : Maltese general election, 1947) permettent d'élire les députés de la huitième législature de la Chambre des députés, pour un mandat de quatre ans.

## Résultats
- Résultats officiels.

| Parti politique                | Siège de député |
| ------------------------------ | --------------- |
| Parti travailliste de Malte    | 24              |
| Parti nationaliste             | 7               |
| Parti de l'action démocratique | 4               |
| Pari de Gozo                   | 3               |
| Parti de Jones                 | 2               |